# Daria Calvelli
Pour les articles homonymes, voir Calvelli.
Daria Calvelli est une chef costumière italienne.

## Filmographie partielle

### Au cinéma
- 1997 : Intolérance (it) (film collectif)
- 1997 : Elena (court métrage)
- 2000 : L'affresco (court métrage)
- 2001 : Il maestro di coro (court métrage)
- 2002 : A un millimetro dal cuore (court métrage)
- 2004 : Radio West
- 2006 : Sorelle de Marco Bellocchio
- 2008 : Chi nasce tondo...
- 2010 : Incanto (court métrage)
- 2012 : La fabbrica (court métrage)
- 2013 : Isacco (court métrage)
- 2015 : Sangue del mio sangue
- 2016 : Fais de beaux rêves (Fai bei sogni) de Marco Bellocchio
- 2016 :  Pagliacci (court métrage)
- 2017 : Per una rosa (court métrage)
- 2018 : La lotta (court métrage)
- 2019 : Le Traître (Il traditore)
- 2021 : Marx peut attendre
- 2022 : Essere oro (court métrage)
- 2023 : L'Enlèvement
- 2023 :  Wanted

### À la télévision
- 2010 : Sorelle Mai (épisode : 2004)
- 2022 :  Esterno notte (série télévisée, 6 épisodes)

## Distinctions
- Syndicat national des journalistes cinématographiques italiens (nominations au  Silver Ribbon)
  - 2016 : Sangue del mio sangue
  - 2017 : Fais de beaux rêves
  - 2019 : Le Traître
- David di Donatello
  - 2020 : Le Traître, nomination
  - 2023 : Esterno notte, nomination
  - 2024 : L'Enlèvement

- (en) Daria Calvelli: Awards, sur l'Internet Movie Database